# Động vật ăn côn trùng

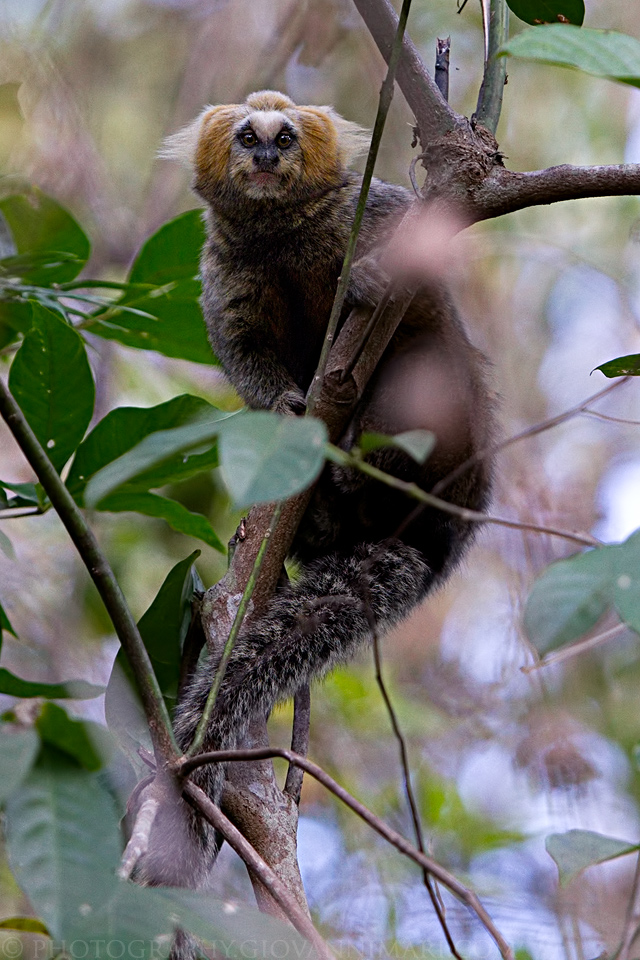
Khỉ đuôi sóc, loài linh trưởng chuyên ăn côn trùng

Động vật ăn côn trùng hay động vật ăn sâu bọ (insectivore) là các loài động vật ăn thịt mà thực đơn chính trong bữa ăn của chúng là việc ăn côn trùng. Bên cạnh đó, ăn côn trùng cũng còn đề cập đến việc thực hành của con người liên quan đến tiêu thụ các loài côn trùng như một thực phẩm hay đặc sản.

## Lịch sử
Các vật có xương sống ăn côn trùng đầu tiên là động vật lưỡng cư. Khi chúng đã tiến hóa 400 triệu năm trước đây, động vật lưỡng cư đầu tiên là piscivores, với nhiều hàm răng sắc nhọn hình nón, giống như một con cá sấu hiện đại. Sự sắp xếp răng cùng được tuy nhiên cũng phù hợp cho ăn động vật có bộ xương ngoài, do đó khả năng ăn côn trùng là một phần mở rộng của piscivory.
Một thời gian sau đó, động vật có vú ăn côn trùng đã được khoa học phân loại trong một trật tự được gọi là bộ Ăn sâu bọ không phải tất cả động vật có vú ăn côn trùng liên quan chặt chẽ đến bộ này. Hầu hết các đơn vị phân loại sâu bọ đã được phân loại, những động vật chưa được phân loại lại vẫn theo thứ tự Eulipotyphla.
Bộ Ăn sâu bọ (Insectivora, từ tiếng Latinh insectum "côn trùng, sâu bọ" và vorare "ăn") là một cách gộp nhóm động vật hiện nay đã bị loại bỏ, nằm trong lớp động vật có vú (lớp Thú). Trong quá khứ, việc gộp nhóm này được sử dụng như là một giỏ chứa đồ vụn để chứa hàng loạt các động vật có vú với kích thước từ nhỏ tới rất nhỏ, ăn côn trùng, và tương đối là không chuyên dụng.
Do bất kỳ nhóm hóa thạch nhìn có vẻ nguyên thủy nào đó của thú có nhau (rau thai) thông thường hay được đặt vào bộ này vì mục đích tiện lợi, nên nó đã được giữ để cấu thành một cái kho cơ bản mà ngoài nó thì các bộ thú có nhau thai khác đã tiến hóa. Vì thế, khi nó được mở rộng ra thì bộ Insectivora là một bộ đa ngành và không thể coi là một nhánh sinh học thích hợp.

## Chế độ
Mặc dù có kích thước nhỏ nhưng côn trùng tồn tại với số lượng rất lớn với số lượng hơn một triệu loài được mô tả vào năm 1958 và một số những loài được phát hiện mới với số lượng rất lớn. Theo đó côn trùng chiếm một phần rất lớn của sinh khối động vật ở hầu hết các môi trường không biển, môi trường không phân cực. Người ta ước tính rằng sinh khối côn trùng toàn cầu là trong khu vực của 1012 kg so với dân số ước tính 1.018 sinh vật do đó đây là một nguồn thực phẩm rất phong phú và đa dạng. Nhiều sinh vật phụ thuộc vào loài côn trùng như chế độ ăn uống chính của chúng, và nhiều động vật không thuộc nhóm này vẫn sử dụng côn trùng như là một bổ sung protein cho cơ thể, đặc biệt là khi chúng đang đói kém.
Ví dụ về động vật ăn côn trùng bao gồm các loài khác nhau của loài tắc kè, dạ oanh, chó sói đất, thú lông nhím, nhạn thú ăn kiến, cá chép, ếch, thằn lằn, dơi và nhện. Ngay cả động vật có vú lớn được ghi nhận là ăn côn trùng chẳng hạn như con gấu lười có lẽ là động vật ăn còn trùng lớn nhất, chúng là động vật ăn tạp. Động vật ăn côn trùng cũng có thể là bộ ăn sâu bọ; ví dụ là con chuồn chuồn, ong bắp cày, bọ rùa, bọ ngựa động vật ăn côn trùng cũng có mức độ khác nhau giữa các loài linh trưởng, chẳng hạn như loài khỉ, galagos, khỉ đuôi sóc (Khỉ Marmoset), khỉ lùn Tarsier và Khỉ Aye-aye có một số ý kiến cho rằng các động vật linh trưởng sớm nhất là vào ban đêm là các động vật ăn côn trùng sống trên cây.
Hầu hết chúng ta đều không ý thức được rằng, lợi ích lớn nhất của côn trùng chính là loài ăn côn trùng (insectivores). Nhiều loài côn trùng như châu chấu có thể sinh sản nhanh đến nỗi mà chúng có thể bao phủ Trái Đất chỉ trong một mùa sinh sản. Tuy nhiên có hàng trăm loài côn trùng khác ăn trứng của châu chấu, một số khác thì ăn cả những con trưởng thành. Vai trò này trong sinh thái thường được cho là của các loài chim, nhưng chính côn trùng, mặc dù không thực sự quyến rũ như những loài lông vũ kia mới chính là những con vật có vai trò quan trọng hơn. Với bất kỳ loài côn trùng có hại nào, như con người thường gọi, thì cũng có một loài ong bắp cày là vật ký sinh hay là thiên địch của chúng và giữ một vai trò quan trọng trong việc kiểm soát các loài có hại đó.